# Autoroute A 621
Die Autoroute A 621, auch als Fil d’Ariane bezeichnet, ist eine französische Autobahn, die als Stadtautobahn den westlichen Teil des Toulouser Autobahnrings (Périphérique ouest/A620) mit dem Flughafen im Vorort Blagnac verbindet. Sie hat eine Länge von insgesamt 5,0 km. Sie wurde am 19. Dezember 1991 eröffnet.
Eine Besonderheit ist, dass die Fahrbahn vom Flughafen kommend zwischen den Anschlussstellen 3 und 2 direkt in die D 901 (Verbindung zur A 624) übergeht, die Autobahn selbst also am Dreieck abzweigt (TOTSO).